# Связь в Лихтенштейне
Связь в Лихтенштейне осуществляет своё развитие благодаря крупной финансовой и материально-технической помощи из Швейцарии.

## Телефония
Все автоматические телефонные станции Лихтенштейна, входящие в телефонную сеть страны, соединены при помощи радиорелейных и кабельных линий связи с швейцарскими телефонными сетями. В стране насчитывается 20072 телефонных линий. С апреля 1999 года Лихтенштейн, однако, использует свой телефонный код +423 (взамен старого швейцарского 075).

## Интернет
В стране есть национальный домен верхнего уровня .li. Количество провайдеров (с учётом Швейцарии) — 44.

## Радио и телевидение
В стране насчитывается четыре FM-радиостанции на 21 тысячу радиослушателей. Большую часть телеканалов составляют швейцарские (12 тысяч телезрителей), но с 2008 года в стране вещает собственный телеканал 1FLTV. Тем не менее, Лихтенштейн до сих пор не входит в Европейский вещательный союз, поскольку даже его собственный телеканал не изъявлял подобного желания официально.